# Gyrinus floridanus
Gyrinus floridanus är en skalbaggsart som beskrevs av Ochs. Gyrinus floridanus ingår i släktet Gyrinus och familjen virvelbaggar. Inga underarter finns listade i Catalogue of Life.